# Arc North
Oscar Jan Bengt Christiansson, känd under artistnamnet Arc North, född 1 juni 1997 i Engelbrekts församling, Stockholm, är en svensk discjockey, remixare och musikproducent. 
Christiansson blev utsedd till vinnaren i det månatliga Los Angeles Film Awards för oktober månad 2019 i kategorin "Best Music Video" för sin låt "Together Now". Han har även tidigare varit placerad på Spotify-listorna MINT och Dance Rising. Arc North blev placerad som en av top 10 finalisterna för Aviciis remixtävling för låten "Without You". Christianssons musik har streamats över 300+ miljoner gånger .

## Biografi
Oscar Christianssons karriär började ta fart under 2016 med låten "Meant To Be", som i dag[när?] streamats över 16 miljoner gånger på Spotify. Låten blev den 30:e mest streamade låten i Kina under maj 2020 på musikplattformen Netease med över 150 miljoner lyssningar. Under 2020 nådde Arc North 1,5 miljoner lyssnare per månad på Spotify. 

### Album
- 2020 - No Cow On The Ice

### Singlar
- 2015 - Oceanside
- 2016 - Vice
- 2016 - Morocco (feat. Mirage)
- 2016 - Tomahawk
- 2016 - Heroic
- 2016 - Lost Time
- 2016 - Passion
- 2016 - First Light
- 2016 - Voltage
- 2016 - Neptune
- 2016 - Dark Space (feat. Miza)
- 2016 - Slash
- 2016 - Daylight
- 2016 - Dusk
- 2016 - Short Story
- 2016 - Digital Happiness
- 2016 - Meant To Be
- 2016 - Never Gonna
- 2017 - Horns (Arc North Remix)
- 2017 - Onward, Pt 2
- 2017 - Dark Side (feat. Agiya)
- 2018 - My Love
- 2018 - Raging
- 2018 - Together Now (feat. Polarbearz)
- 2018 - End of Time (feat. Laura Brehm)
- 2019 - Catch Me When I Fall
- 2019 - Sweet Sunshine
- 2019 - Limbo (feat. Veronica Bravo)
- 2019 - If You Would Let Me (feat. HANDS)
- 2019 - You're Always With Me (feat. Matt Hansen)
- 2020 - Back To You (feat. JANNA)
- 2020 - Love Me to Life (feat. Alex Marie Brinkley)
- 2020 - Down (feat. Badjack)
- 2020 - Back To Life (feat. Elle Vee)
- 2020 - Numb (feat. Aaron Richards)
- 2020 - Stronger
- 2020 - Faded (feat. Cour)
- 2020 - Loved With Your Love (feat. Rival och Robbie Rosen)
- 2021 - What You Want
- 2021 - Love you like a Love song (Behmer, Cour)
- 2021 - Youngblood (Cour, Charlie Miller)
- 2021 - Close to Lonely (Bertie Scott)
- 2021 - Let Me Love You (Jacob Frohde)
- 2021 - Like Me But Better (Next to Neon)
- 2021 - We´re Beautiful (Sharmystic, Nicole Bullet)
- 2021 - Save the World (CRVN)
- 2021 - Numb (acoustic) (AXA, Pop Mage)
- 2021 - Wildfire (LILO, Rynn)
- 2021 - Symphony (Donna Tella)
- 2021 - Go Home
- 2021 - Coming Home (Rival, Cadmium)
- 2021 - Savior - (Arc North Remix) (Arcando, Silent Child)
- 2022 - I Know (Shiah Maisel)
- 2022 - Regrets (Axel Johansson)
- 2022 - Enemy (Merci Again, Fallen Roses)
- 2022 - Knight Rider (Alfons)
- 2022 - Broken Roads (Rival, The Music Freaks, MIYA MIYA)
- 2022 - Better Life (°AN Sessions Vol.1) (Reo Cragun)
- 2022 - Better (Rival och Cadmium)
- 2023 - Where You Are (Sávežan) (Jon Henrik Fjällgren och Adam Woods)